# Родниківське
Родникі́вське (до 1945 року — Скєлє; крим. Skele) — село в Україні, у Бахчисарайському районі Автономної Республіки Крим. Населення становить 515 осіб.
Розташоване в Байдарській долині.
До перейменування в 1945 році називалося Скеля (Скелі, Скала), що походить з грец. σκάλες, «сходи». Вперше Скеля згадується в XVIII сторіччі як урумське поселення. В давнину через село проходила стежка від узбережжя через гірський прохід Шайтан-Мердвен (Чортові Сходи) до Херсонесу. В селі Родниківському можна побачити так звані Скельскі менгіри — стародавні мегаліти III—II тисячоліття до нашої ери.
Неподалік цього села знаходиться Скельська печера.
7 вересня 2023 року село перейшло зі складу міста зі спеціальним статусом Севастополь до Бахчисарайського району Автономної Республіки Крим.
У 2023 році у проєкті Постанови Верховної Ради України «Про перейменування деяких населених пунктів Автономної Республіки Крим» село запропоновано перейменувати на Скеля.